# Cerro El Catire
El Cerro Las Piñas (10°17′41″N 70°44′02″O / 10.2948, -70.734) es una formación de montaña ubicada en el extremo este del estado Zulia, al oriente de la cuenca del Lago de Maracaibo, Venezuela. A una altitud promedio de 1497 m s. n. m. el Cerro El Catire es una de las montañas más altas en Zulia. 

## Ubicación
Junto con el Cerro Los Indios, el Cerro Azul al norte y otros macizos vecinos, el Cerro Las Piñas forma parte de la Serranía del Empalado, también referida como serranía de Ciruma o Siruma (Venezuela), parte del sistema Coriano o Formación Lara-Falcón-Yaracuy. Está ubicado en la porción sureste de la serranía, entre los estados Falcón y Zulia. Está separado del macizo conformado por Cerro Las Piñas y Cerro Santo por alturas menores a 900m.